# Nouvion
Nouvion è un comune francese di 1 276 abitanti nel dipartimento della Somme, regione dell'Alta Francia.

## Società

### Evoluzione demografica
Abitanti censiti